# Grimald von Weißenburg
Grimald von Weißenburg, latinisiert Grimaldus (* um 800; † 13. Juni 872 in St. Gallen), genannt auch Grimaldus von St. Gallen, war Abt des Klosters Weißenburg (um 825–839 und 847–872), Abt des Benediktinerklosters St. Gallen (841–872), Erzkaplan des ostfränkischen Königs Ludwigs II. des Deutschen (848–870) und Kanzler (833–838/40, 854–870).

## Leben
Grimald stammte aus einer vornehmen rheinfränkischen Familie. Sein Onkel Hetti und sein Bruder Thietgaud waren nacheinander Erzbischöfe von Trier. Noch unter Karl dem Großen kam Grimald zur Erziehung an die Hofschule. Er soll ein Schüler des Alkuin gewesen sein, was aber unwahrscheinlich ist, da Alkuin bereits 804 starb. Seine weitere Ausbildung erfuhr Grimald im Kloster Reichenau, unter den Äbten Haito (806–823) und Erlebald (823–838).
Ab 824 war Grimald am Hofe Ludwigs des Frommen in der kaiserlichen Kapelle als Kaplan tätig. Grimald erhielt spätestens 833 die Abtei Weißenburg im Speiergau und ließ die durch eine Feuersbrunst zerstörte St. Peters-Kirche wieder aufbauen.
Am 19. Oktober 833 wurde er erstmals als Vorsteher der kaiserlichen Kanzlei genannt. Dieses Amt hielt er (mit Unterbrechung von 838/40–854) bis zu seinem altersbedingten Rückzug 870 inne. Im Zuge der innerdynastischen Kämpfe der Karolinger wurde Grimald 839 als Abt von Weißenburg abgesetzt, doch nach der Schlacht von Fontenoy 841 von Ludwig dem Deutschen als Abt des Klosters St. Gallen eingesetzt und 847 auch wieder im Kloster Weißenburg. Er stand noch einem dritten Kloster (möglicherweise Ellwangen oder Niederaltaich) vor. Im Lauf seiner Karriere avancierte Grimald zu einem wichtigen Vertrauten am Hof Ludwigs des Deutschen. Neben seiner Kanzleitätigkeit konnte er ab 848 auch das Amt des Erzkapellans bekleiden. Von Grimalds politischem Einfluss zeugt sein mehrfaches Wirken als missus.
Grimald hatte großen Anteil an der kulturellen und wirtschaftlichen Blüte des Klosters St. Gallen im 9. Jahrhundert. Er entwickelte eine rege Bautätigkeit und erweiterte die Bibliothek zu einem Zentrum der gelehrten Bildung im ostfränkischen Reich. Schon seinen Zeitgenossen galt Grimald als herausragende Persönlichkeit. Verschiedene namhafte Autoren des 9. Jahrhunderts äußerten sich anerkennend über die Gelehrsamkeit des Abtes. Der St. Galler Geschichtsschreiber Ratpert widmete ihm ein Epigramm und Walahfrid Strabo lobte gar die Dichtkünste Grimalds, von denen heute aber nichts mehr erhalten ist. Allerdings ist ein Verzeichnis der „Privatbibliothek“ Grimalds überliefert, die zu einem guten Teil noch heute in der Stiftsbibliothek St. Gallen aufbewahrt werden.
Im Jahre 870 gab Grimald aufgrund seines Alters seine politischen Ämter (nicht jedoch seine Abtswürde) auf und zog sich nach St. Gallen zurück, wo er am 13. Juni 872 starb. Der Dekan Hartmut, der bereits während Grimalds häufiger Abwesenheit die stellvertretende Leitung übernahm, wurde schließlich neuer Abt des Klosters.